# 庫赫吉盧耶
庫赫吉盧耶是伊朗的城市，位於該國西南部札格羅斯山脈西部，由科吉盧耶－博韋艾哈邁德省負責管轄，距離首府亞蘇季95公里，海拔高度828米，2006年人口49,995。